# Daniel Malan
Daniel François Malan (22 de mayo de 1874-7 de febrero de 1959) fue primer ministro de Sudáfrica. Se lo considera el máximo exponente del nacionalismo afrikáner. Bajo su gobierno se empezaron a implementar las políticas del apartheid.
Malan fue desde joven un ferviente defensor del afrikáans,idioma que estableció como oficial durante su gobierno en detrimento del inglés. La familia Malan provenía de hugonotes franceses, ingresó al seminario de Stellenbosch para formarse como ministro en la Iglesia Reformada Holandesa. En 1905 fue ordenado sacerdote de la iglesia Nederlandse Hervormde Kerk (Neerlandesa Reformada) y fue destinado a Montagu donde permaneció hasta 1915. En 1931 fue miembro fundador de la Afrikaanse Taal- en Kultuurvereniging - Sociedad de la Lengua y la Cultura Afrikáans- dónde escribiría una columna mensual con ideas sobre el supremacismo blanco y las razas elegidas en boga con las ideas que circulaban en Alemania, de las cuales se nutriría. Las ideas de supremacismo blanco junto con un fuerte componente profético y mesiánico producto del calvinismo serían las bases de la ideología del Partido Nacional. Durante los 30 viajó Congo Belga y a Rodesia.
En 1915 Malan ingresó en el Partido Nacional (afrikáans: Nasionale Party) y se convirtió en el primer editor del periódico Die Burger, alineado con la causa nacionalista. En 1918 se hizo líder del partido en el distrito del Cabo de Buena Esperanza y fue elegido miembro del parlamento.
En 1924, cuando el partido ganó las elecciones bajo el liderazgo de James Hertzog, Malan pasó a ocupar el cargo de Ministro del Interior, Educación y Salud Pública; cargo que mantuvo hasta 1933. Malan estuvo a la vanguardia del esfuerzo para sustituir el inglés por el afrikáans en la constitución. 
En 1934 el partido se unió con su rival y formaron el nuevo Partido Unido. Malan, descontento por esta fusión, fundó un nuevo partido con el antiguo nombre Partido Nacional, al que describía como el Partido Nacional "Purificado".
En 1948 Malan llegó al poder tras ganar su partido las elecciones. Durante los siguientes seis años, su gobierno instauró las bases de lo que sería el fundamento de las políticas racistas del apartheid (políticas que permanecieron vigentes hasta principios de la década de 1990).
Malan se retiró de la política en 1954 a la edad de 80 años. Falleció 5 años más tarde en su casa en Stellenbosch.